# 五月雪
《五月雪》（英語：Snow in Midsummer）是一部2023年馬來西亞歷史電影。本片由張吉安執導、編劇和演出。本片企劃案曾在金馬創投會議2020 獲得CNC法國電影現金獎。 2023年，入選第80屆威尼斯影展平行單元「威尼斯日」國際競賽，並舉行世界首映。同年被選為2023台北金馬影展開幕影片，並於第60屆金馬獎入圍9項提名，包括最佳劇情片、最佳導演、最佳女配角、最佳改編劇本、最佳攝影、最佳造型設計、最佳原創電影音樂、最佳原創電影歌曲以及最佳音效，為該屆入圍最多獎項的電影，並獲得最佳音效獎。2024年，本片勇奪第48屆香港國際電影節新秀電影競賽華語組「火鳥大獎」最佳電影 以及第23屆紐約亞洲電影節最佳劇情片獎。

## 劇情簡介
1969年5月13日，第三屆馬來西亞大選後第三天，小英和母親在吉隆坡某社區廟會欣賞酬神大戲《六月雪》，父親文貴則帶著哥哥冠耀，趕赴鄰近的大華戲院觀賞台灣電影《負心的人》。此前，馬來西亞向來以馬來人、華人、印度人間兼容並蓄的民主政治關係，是多元種族和諧共處的成功典範。未料，大選後社會氛圍急轉直下，這夜，黨派暴徒突襲華人社區、不分青紅皂白血濺無辜的消息傳得滿城風雨。慌亂中，小英和母親只能徹夜躲藏戲台後，靜待事件平息；暴力事件一夜間蔓延至全國各地，就在馬來西亞首相宣佈戒嚴之際，小英的父兄也從此斷了音訊。
儘管種族暴亂漸成絕響，此一國殤早已烙下深刻傷疤，社會上仍時不時相傳「513事件」的重演警告。49年後的同一天，小英為尋找父兄屍骨來到義山塚，看到剛搭好的戲台、正遭官員強行拆除，並在墳上遇見昔日戲班的班主竇娥，兩人共同夢迴了那段歷史記憶中的闃寂與無力…。

## 演員陣容
- 萬芳 飾演 阿英
- 蔡寶珠 飾演 普長春戲班班主、竇娥
- 鄭人碩 飾演 福建仔，戲班班主的乾兒子，沒有藍登記。
- 陳俐杏 飾演 阿英的母親
- 俞宏榮 飾演 梁文貴，阿英的父親
- 王竣 飾演 阿豐，阿英的丈夫

## 製作
由張吉安編導的第2部劇情長片《五月雪》，雲集台馬新3地演員，於2022年4月至5月期間，在吉隆坡和檳城實地取景拍攝。演出卡司陣容包括台灣演員萬芳與鄭人碩、馬來西亞演員蔡寶珠、陳俐杏及王竣和新加坡演員俞宏榮等。

## 分級
| 國家/地區 | 分級   |
| 馬來西亞  | 18     |
| 台灣      | 辅12级 |
| 新加坡    | NC16   |
| 香港      | IIA级  |
| 日本      | PG12   |
| 韩国      | 15     |
| 泰国      | 13+    |
| 越南      | T13    |

## 獎項及提名
| 頒獎日期       | 類別                 | 獎項                                                       | 入圍者                                        | 結果 | 參考   |
| -------------- | -------------------- | ---------------------------------------------------------- | --------------------------------------------- | ---- | ------ |
| 2020年11月18日 | 金馬創投會議         | 法國電影中心CNC獎                                          | 五月雪                                        | 獲獎 |        |
| 2023年9月7日   | 第80屆威尼斯影展     | Musa Cinema & Arts Award 電影藝術獎特別提及                | 五月雪                                        | 獲獎 | [ 18 ] |
| 2023年11月25日 | 第60屆金馬獎         | 最佳劇情片                                                 | 五月雪                                        | 提名 | [ 19 ] |
| 2023年11月25日 | 第60屆金馬獎         | 最佳導演                                                   | 張吉安                                        | 提名 |        |
| 2023年11月25日 | 第60屆金馬獎         | 最佳女配角                                                 | 萬芳                                          | 提名 |        |
| 2023年11月25日 | 第60屆金馬獎         | 最佳音效                                                   | 杜篤之、吳書瑤、陳冠廷                        | 獲獎 |        |
| 2023年11月25日 | 第60屆金馬獎         | 最佳攝影                                                   | 許之駿                                        | 提名 |        |
| 2023年11月25日 | 第60屆金馬獎         | 最佳改編劇本                                               | 張吉安                                        | 提名 |        |
| 2023年11月25日 | 第60屆金馬獎         | 最佳造型設計                                               | 黃菊清                                        | 提名 |        |
| 2023年11月25日 | 第60屆金馬獎         | 最佳原創電影音樂                                           | 余家和、張吉安                                | 提名 |        |
| 2023年11月25日 | 第60屆金馬獎         | 最佳原創電影歌曲                                           | 張吉安(詞)、黃淑惠(曲)、萬芳(唱) 《五月的人》 | 提名 |        |
| 2024年3月10日  | 第17屆亞洲電影大獎   | 最佳女配角                                                 | 萬芳                                          | 提名 |        |
| 2024年3月10日  | 第17屆亞洲電影大獎   | 最佳造型設計                                               | 黃菊清                                        | 提名 |        |
| 2024年3月10日  | 第17屆亞洲電影大獎   | 最佳音響                                                   | 杜篤之、吳書瑤                                | 提名 |        |
| 2024年4月7日   | 第48屆香港國際電影節 | 火鳥大獎 最佳電影                                          | 五月雪                                        | 獲獎 | [ 20 ] |
| 2024年7月28日  | 第23屆紐約亞洲電影節 | Uncaged Award for Best Feature Film 突破新視野最佳劇情片獎 | 五月雪                                        | 獲獎 | [ 21 ] |

## 外部連結
- 豆瓣电影上《五月雪》的資料 （简体中文）
- 互联网电影数据库（IMDb）上《五月雪》的资料（英文）
- Giornate degli Autori官方网站 （页面存档备份，存于）